# Chenopodium subglabrum
Chenopodium subglabrum là loài thực vật có hoa thuộc họ Dền. Loài này được (S.Watson) A.Nelson mô tả khoa học đầu tiên năm 1902.